# Битка код Карансебеша
Битка код Карансебеша (румунски:Caransebeș, турски: Şebeş Muharebesi ) био је инцидент у аустријској војсци, догодио се током ноћи између 21. и 22. септембра 1788. године, током аустро-турског рата (1787–1791).

## Битка
Различити делови аустријске војске, који су извиђали снаге Отоманског царства, грешком су пуцали једни на друге, проузрокујући самоповређене жртве. Битка се одиграла у ноћи између 21. и 22. септембра 1788. у мочварним крајевима на источној граници између Аустијског и Османског царства. Османлије су идућег дана искористиле предност и освојиле град Карансебеш (данас Карансебеш у Румунији).
„Током марша, војска је била заузета паником, веровали су да их прети непријатељ, падали су у неред и погрешно су узимали своје трупе са склавонских граница за непријатеље. Пукови пуштени један на другог трагали су свуда по непријатеља где у ствари није било њега, и сви покушаји цара да лично заустави пуцњаву и оконча збрку били су узалудни: он се у ствари одвајао од свог апартмана и лутао не знајући о свом путу; чак се претпостављало да је заробљен кад је у дужини, у пратњи једног појединца, дошао у Карансебеш. Детаљан приказ јединствене приче овог ноћног марша и његових последица чини се да ми не припадамо провинцији опште историје; она ће, међутим, бити аутентична и потпуна у Аустријском војном часопису 1831.”
Војска Аустрије, људства отприлике 100.000 људи, постављала је логор око града. Војни авангард, контингент хусара, прешао је реку Тамиш да би извиђао присутност османске војске. Османским снагама није било ни трага, али Хусари су наишли на групу Рома, који су понудили да продају ракију уморним војницима. Коњице су купиле ракију и почеле да пију.
Убрзо након тога, пешадија је прешла реку. Када су видели како се забава одвија, пешадије су тражиле алкохол за себе. Хусари су одбили да им дају ракију, и док су још били пијани, поставили су импровизоване утврде око бачви. Уследила је жестока свађа и један војник је испалио хитац.
Одмах су се Хусари и пјешадија међусобно борили. Током сукоба, нека пешадија је почела да виче „Турци! Турци!”. Хусари су побегли с места, мислећи да је напад Османске војске био неминован. Већина пешадије је такође побегла; војску су чинили Аустријанци, Срби, Хрвати и Италијани из Ломбардије, плус друге мањине, од којих се многе нису могле разумети. Иако није јасно која од ових група је то учинила, они су лажно упозорили не говорећи другима, који су одмах побегли. Ситуација је била још гора када су официри, покушавајући да поврате ред, викали „Стани! Стани!”( на немачком  „Halt! Halt!”) што су војници који нису знали немачки погрешно протумачили као „Алах! Алах!”.
Док су Хусари бежали кроз логоре, заповедник корпуса, генерал артиљеријског Kолореда, мислио је да је то била коњица од османске војске и наредио артиљеријску ватру. У међувремену се цео логор пробудио звук битке и, уместо да чекају да виде каква је ситуација, сви су побегли. Трупе су пуцале у сваку сенку, мислећи да су Османлије свуда; у стварности су пуцали на аустријске војнике. Инцидент је ескалирао до тачке када се цела војска повукла од замишљеног непријатеља, а владар Светог Римског царства Јосип II гурнуо је свог коња у мали поток.
Два дана касније стигла је и отоманска војска. Открили су мртве и рањене војнике и лако заузели Карансебеш.

## Губици
При одређивању губитака, рачуни овог инцидента не разликују губитке настале пријатељском ватром, оне које су проузроковали Турци, и оне које су проузроковали пљачкање од стране Аустријанаца или локалних Влаха. У једном извјештају се наводи да је стражња аустријска стража претрпјела 150 жртава. Други рачун каже да је у данима после инцидента 1.200 рањених људи одведено у тврђаву на Араду, 60 km северно од Темишвара. Други извор тврди да су 538 мушкараца, 24 године и један официр нестали након инцидента, али да се већина вратила на дужност. Изгубљена су и 3 топа и шкриња са платним списком војске.
У свом исказу о инциденту, Паул Бернард, аутор биографије светог римског цара Јосипа II из 1968. године, тврдио је да је пријатељски пожар изазвао 10.000 жртава; међутим, није пружио никакав извор за ову тврдњу. Бернардове тврдње не поткрепљују ни записи ратних архива Аустрије, нити они који су их прегледали. Бернардов рачун о рату одбачен је као нетачан. Ипак, Бернардову тврдњу о 10.000 жртава поновио је Џофри Реган.
Десеци хиљада жртава десили су се у редовима Аустријаца током њихове кампање 1788. против Турака; међутим, велика већина тих жртава била је последица болести, посебно маларије и дизентерије.